# Leonidas Sampanis
Leonidas Sampanis, também Leonidas Sabanis (28 de outubro de 1971, em Korçë, Albania) é um grego campeão mundial em halterofilismo.
Dono de duas medalhas olímpicas de prata, Sampanis perdeu o bronze nos Jogos de Atenas por uso de testosterona exógena (não produzida pelo corpo).
Sampanis conquistou dois ouros e uma prata em campeonatos mundiais. Ele também ganhou dois ouros, quatro pratas e um bronze em compeonatos europeus.
Em 1998, em Lahti, estabeleceu um recorde mundial no arranco — 147,5 kg — na categoria até 62 kg.